# Резолюция Совета Безопасности ООН 55
В Резолюции 55 Совета Безопасности Организации Объединённых Наций, принятой 29 июля 1948 года на основании доклада Комитета добрых услуг о застое в области переговоров и ограничении торговли, Совет призвал Нидерланды и Индонезийскую республику соблюдать как военные, так и экономические положения Ренвильского соглашения о перемирии, и как можно скорее полностью осуществить все его принципы.
Резолюция была принята девятью голосами при двух воздержавшихся (УССР и СССР).
Резолюция была принята после подписания в начале 1948 года Ренвильского соглашения, прекратившего военные действия во время Войны за независимость Индонезии для проведения переговоров между противоборствующими сторонами. Однако, несмотря на подписанное соглашение, Нидерланды продолжали блокаду Индонезийской республики.